# Hans Föllmer

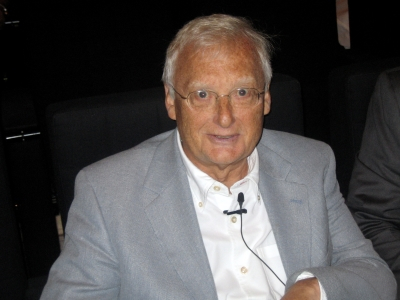
Föllmer en Madrid, 2006

Hans Föllmer (20 de mayo de 1941 en Heiligenstadt, Turingia, Alemania) es un matemático alemán, actualmente profesor emérito de la Universidad Humboldt de Berlín,   profesor visitante en la Universidad Nacional de Singapur y profesor Andrew D. White. at-Large en la Universidad de Cornell. Recibió la medalla Cantor en 2006.  En 2007 fue nombrado doctor honoris causa por la Universidad París-Dauphine. 
Hans Föllmer es ampliamente conocido por sus contribuciones a la teoría de la probabilidad, el análisis estocástico  y las finanzas matemáticas.
En economía matemática, hizo contribuciones tempranas al modelado matemático de interacciones sociales. 
En finanzas matemáticas, hizo contribuciones fundamentales a la teoría de las medidas de riesgo  y la cobertura de derechos contingentes.

## Principales trabajos científicos
"Economías aleatorias con muchos agentes que interactúan". Revista de Economía Matemática . 1 (1): 51–62. doi : 10.1016/0304-4068(74)90035-4 . ISSN 0304-4068 .
Föllmer, H. (1981). «Calcul d'Ito sans probabilites». Séminaire de Probabilités XV 1979/80. Lecture Notes in Mathematics 850. Springer Berlin Heidelberg. pp. 143-150. ISBN 978-3-540-10689-0. ISSN 0075-8434. doi:10.1007/BFb0088364.
Föllmer, Hans (1988). «Random fields and diffusion processes». Lecture Notes in Mathematics 1362. Springer Berlin Heidelberg. pp. 101-203. ISBN 978-3-540-50549-5. ISSN 0075-8434. doi:10.1007/BFb0086180.
Föllmer, Hans; Schied, Alexander (25 de julio de 2016), Stochastic Finance, De Gruyter, ISBN 9783110463453, doi:10.1515/9783110463453.
Föllmer, Hans; Schied, Alexander (1 de octubre de 2002). «Convex measures of risk and trading constraints». Finance and Stochastics 6 (4): 429-447. ISSN 0949-2984. doi:10.1007/s007800200072.
Föllmer, H.; Kabanov, Y.M. (1 de noviembre de 1997). «Optional decomposition and Lagrange multipliers». Finance and Stochastics 2 (1): 69-81. ISSN 0949-2984. doi:10.1007/s007800050033.